# Cucumis anguria
Cucumis anguria L., conosciuta anche come maxixe o cetriolo delle Antille, è una pianta appartenente alla famiglia delle Cucurbitaceae originaria dell'Africa. Si è diffusa in seguito nella maggior parte dei paesi del Nuovo Mondo ed è coltivata in molti altri paesi.

## Descrizione

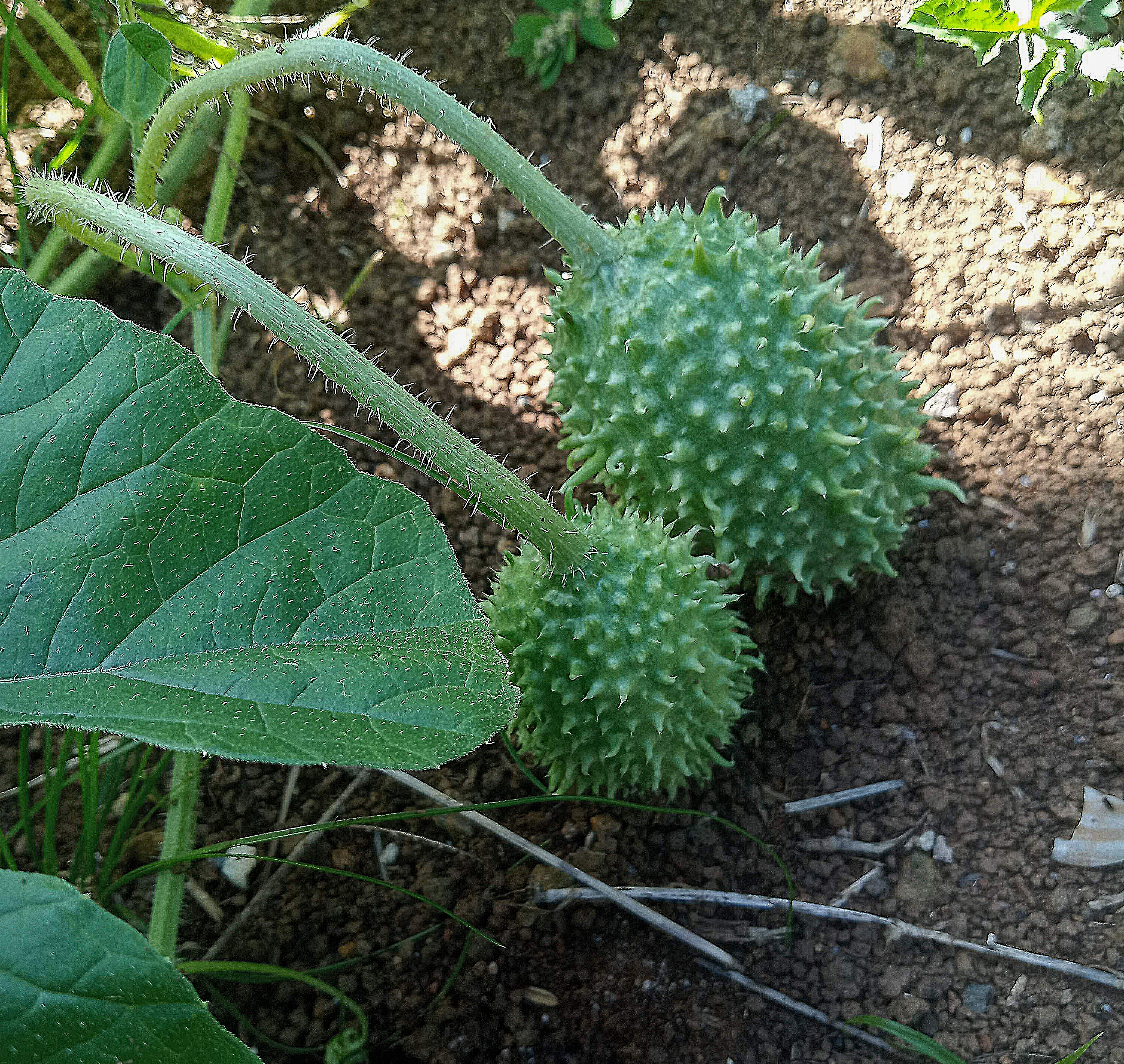
Frutti di C. anguria

Cucumis anguria è una pianta erbacea rampicante che cresce fino a 3 metri di lunghezza. I frutti a gambo lungo hanno una dimensione di circa 4,5 cm×3,5 cm e hanno una forma ovoidale. La superficie dei frutti presenta lunghi peli che ricoprono spine e rilievi arrotondati. La polpa è di colore verdastro. I frutti hanno solitamente un sapore amaro. Occasionalmente si trovano anche frutti dal sapore non amaro.

## Distribuzione e habitat
Cucumis anguria è un abitante di foreste decidue e miste, savane arboree e arbustive, praterie e semideserti, fino a 1500 m di altitudine. Raramente compare come pianta infestante nelle coltivazioni.
La pianta tollera vari terreni tra cui la sabbia del Kalahari e l'argilla rossa. Nella sua area di coltivazione nell'Africa meridionale si registrano precipitazioni tra 400 e 1000 mm. Le temperature sono comprese tra 15 e 35 °C durante la stagione di crescita. Cucumis anguria è intollerante al gelo e alle basse temperature.

## Usi
Cucumis anguria viene coltivata principalmente a scopo alimentare. I frutti vengono conservati in salamoia, cotti o consumati crudi. I frutti sono particolarmente apprezzati nel nord e nel nord-est del Brasile, dove fanno parte del cocido, uno stufato regionale.